# Penstemon stephensii
Penstemon stephensii är en grobladsväxtart som beskrevs av T. S. Brandegee. Penstemon stephensii ingår i släktet penstemoner, och familjen grobladsväxter. Inga underarter finns listade i Catalogue of Life.